# مجتبی مینوی
مجتبی مینُویِ طهرانی (۱۹ بهمن ۱۲۸۱ – ۶ بهمن ۱۳۵۵) ادیب، نویسنده، مصحح، مورخ و مترجم اهل ایران بود.

## زندگی

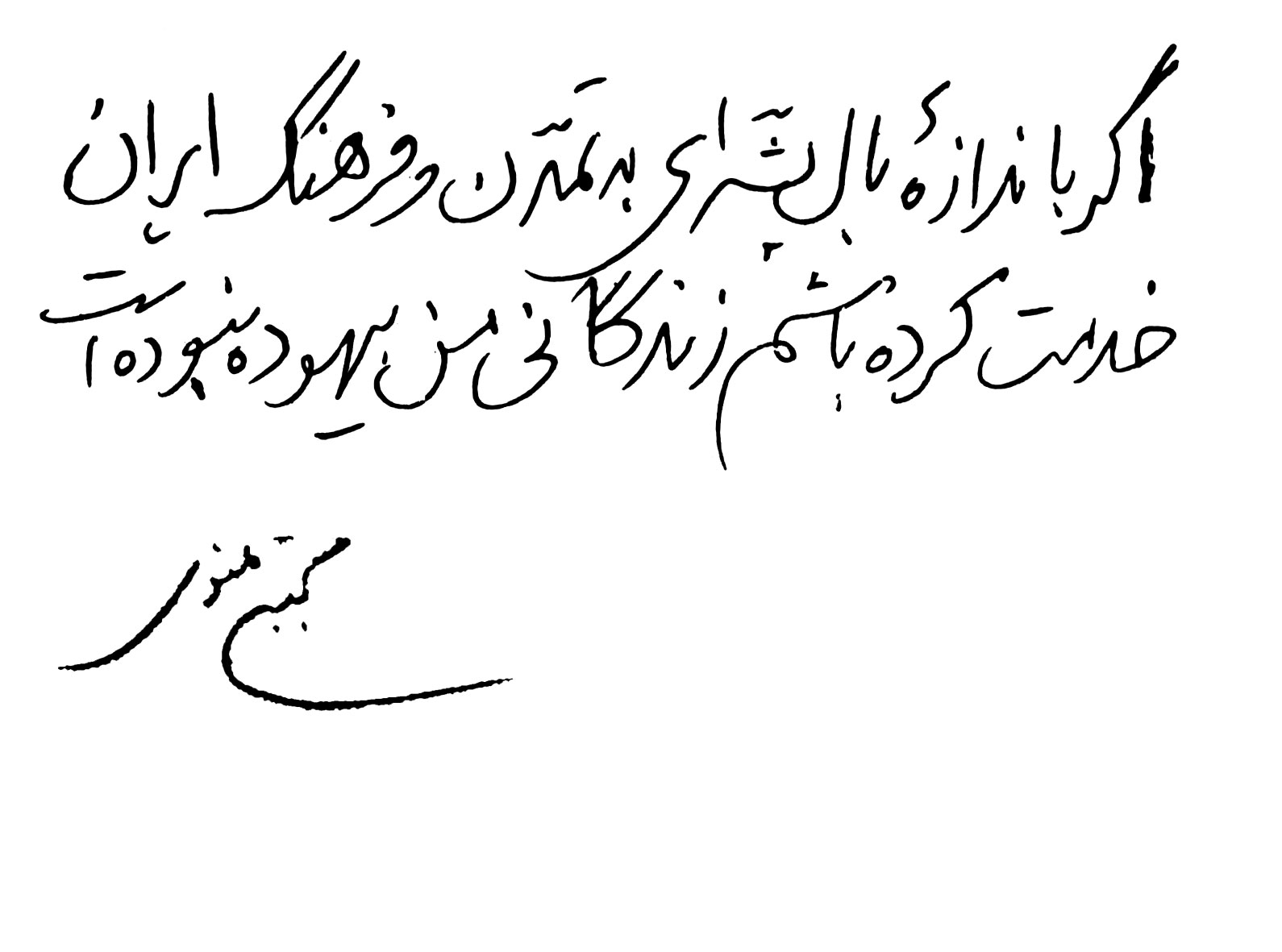
«اگر به اندازهٔ بال پشّه‌ای به تمدّن و فرهنگ ایران خدمت کرده باشم زندگی من بیهوده نبوده است.» - مجتبی مینوی

مجتبی مینوی در ۱۹ بهمن ماه ۱۲۸۱ برابر با ۹ فوریهٔ ۱۹۰۳ در تهران متولد شد و دوران کودکی او در سامره گذشت. پدرش شیخ عیسی شریعت‌مداری طلبهٔ فاضلی بود که در سامره نزد میرزا محمدتقی شیرازی تحصیل می‌کرد و مجتبی نیز تحصیلات مقدّماتی خود را در این شهر انجام داد. در سال ۱۲۹۰ به همراه خانواده به ایران بازگشت و به ادامهٔ تحصیل در مدارس امانت و افتخاریه پرداخت. تحصیلات متوسطه را در دارالفنون گذراند و با برخی شخصیت‌های ادبی آینده، نظیر صادق هدایت هم‌درس بود. در سال ۱۲۹۸ در پی انتصاب پدر به ریاست عدلیه رشت به همراه خانواده به رشت عزیمت کرد. از سال ۱۲۹۹ به تحصیل در دارالمعلمین پرداخت. در سال ۱۳۰۲ در پی اشتغال پدر در مجلس شورای ملی به تهران بازگشت. از همان سال در مجلس شورای ملی به عنوان تُندنویس به مدّت دو سال مشغول کار بود. در همین دوره آموزش زبان پهلوی را نزد پروفسور هرتسفلد آلمانی آغاز کرد.
مجتبی مینُوی طی سال‌های بعد با محمدعلی فروغی و سید حسن تقی‌زاده آشنایی یافت.
در سال ۱۳۰۷ به‌عنوان معاون دفتر سرپرستی محصلین در سفارت ایران در فرانسه به آن کشور اعزام شد، ولی پس از چند ماه در پی بروز اختلاف با رئیس دفتر مذکور به ایران بازگشت. در همان سال به ریاست کتابخانه معارف منصوب شد که بعداً به کتابخانه ملی تغییر نام یافت. در همین دوره با محمد قزوینی آشنایی یافت و روش نقد تحقیقی متون را نزد وی فراگرفت. در سال ۱۳۰۸ برای اشتغال در دفتر سرپرستی محصلین در سفارت ایران در لندن به انگلستان رفت. طی سال‌های بعد به تکمیل آموزش زبان‌های انگلیسی و فرانسوی پرداخت، و طی دوره اقامت چندساله در اروپا با تعدادی از خاورشناسان بنام اروپایی آشنایی یافت. در سال ۱۳۱۲ به ایران بازگشت و در تهیه و چاپ دورهٔ شاهنامه توسط کتاب‌فروشی بروخیم شرکت کرد و همچنین با محمدعلی فروغی در تهیه خلاصهٔ شاهنامه همکاری داشت. در سال ۱۳۱۳ در کنگره بین‌المللی هزاره فردوسی در تهران حضور داشت و با بسیاری از خاورشناسان اروپایی که به ایران آمده بودند آشنا شد. در همان سال مجدداً به انگلستان عزیمت کرد و طی پانزده سال پس از آن، بیشتر در انگلستان اقامت داشت. در دوران اقامتش در آن کشور با تعدادی از خاورشناسان سرشناس چون ولادیمیر مینورسکی، دنیسن راس، هارولد بیلی و والتر هنینگ مراوده داشت. همچنین او در اسفند سال ۱۳۱۹ پس از مدت کوتاهی که از تأسیس بخش فارسی بی‌بی‌سی توسط حسن موقر بالیوزی می‌گذشت، همکاری خود را با این رادیو آغار کرد. او پس از بالیوزی دومین شخصی بود که در بخش فارسی بی‌بی‌سی مشغول به کار گردید.
در ایام اوج گرفتن نهضت ملی شدن نفت در سال ۱۳۲۸ او همکاری خود با رادیو بی‌بی‌سی را قطع نمود و در پی دعوت به کار از سوی دانشگاه تهران به ایران بازگشت و به تدریس در دانشکده ادبیات پرداخت. از سال ۱۳۳۱ مدتی ریاست تعلیمات عالیه وزارت فرهنگ را داشت. از سال ۱۳۲۹ از طرف دانشگاه تهران مأموریت یافت که طی سفرهایی به کشور ترکیه، ضمن جستجو در کتابخانه‌های آن کشور و بررسی کتب خطی فارسی و عربی و ترکی به عکس‌برداری و تهیه میکروفیلم از تعدادی از کتب خطی بپردازد. گزارشی از نتایج علمی این سفرها را در مقالاتی با عنوان «از خزائن ترکیه» در مجله دانشکده ادبیات تهران در سه شماره متوالی در سال ۱۳۳۵ منتشر کرد. طی همین دوران موفق به تهیه میکروفیلم از بیش از هزار نسخهٔ خطی شد که در کتابخانه مرکزی دانشگاه تهران نگهداری می‌شود. از سال ۱۳۳۶ به مدت ۴ سال به سمت رایزن فرهنگی ایران در ترکیه منصوب شد. در همان سال در کنگره بین‌المللی خاورشناسان در استانبول حضور یافت. وی همچنین در شورای عالی دانشگاه‌ها، شورای عالی سازمان اسناد ملی و بخش اعضای پیوستهٔ فرهنگستان ادب و هنر ایران (از سال ۱۳۵۲) عضویت داشت و در بنیاد فرهنگ ایران نیز با عنوان مشاور، عضو بود. در سال ۱۳۴۸ از دانشگاه تهران بازنشسته شد و در همان سال سرپرستی علمی بنیاد شاهنامه فردوسی را به‌عهده گرفت و تا پایان عمر به این کار ادامه داد.
مجتبی مینوی در طول مدت زندگانی خود در ده‌ها کنگره و انجمن علمی و ادبی جهان شرکت کرد و مقاله‌هایی ارائه داد. معروف‌ترین این کنگره‌ها عبارت‌اند از: کنگرهٔ بین‌المللی هزاره فردوسی، تهران ۱۳۱۳، سمینار بررسی فرهنگ اسلامی، پرینستون (۱۳۳۲)، سمینار تمدن غرب از نظر مشرق‌زمین در ونیز (۱۳۳۵)، سمینار مورخان خاورمیانه در لندن (۱۳۳۸)، کنگره بین‌المللی هنر و معماری ایران در نیویورک (۱۳۳۹)، کنگره بین‌المللی خاورشناسان در استانبول (۱۳۳۰)، کنگره بین‌المللی خاورشناسان در مونیخ (۱۳۳۶)، کنگره بین‌المللی خاورشناسان در مسکو (۱۳۳۹)، کنگره بین‌المللی ایران‌شناسان در آن آربر (۱۳۴۶)، کنگره بین‌المللی خاورشناسان در پاریس (۱۳۵۲).

## درگذشت

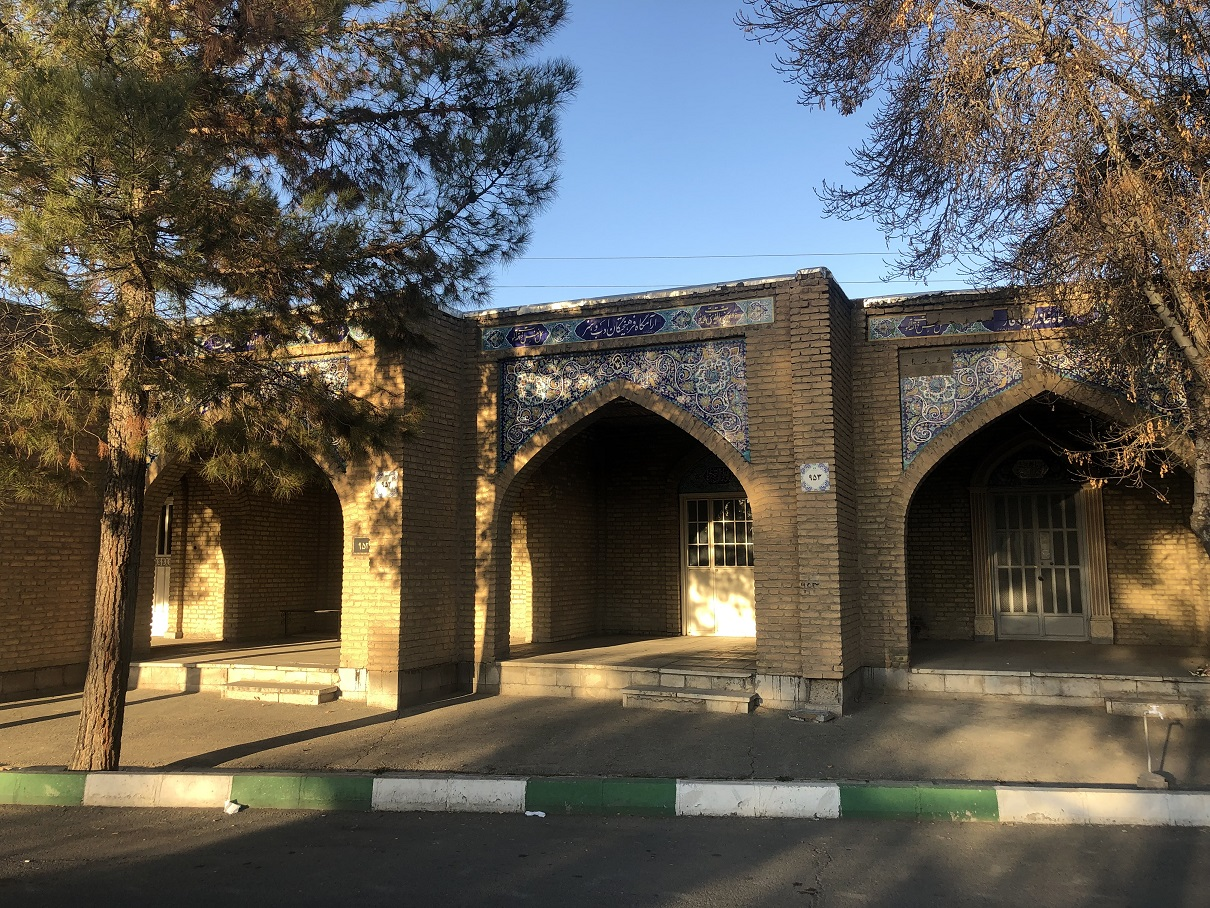
محل دفن مینوی در آرامگاه شماره ۹۵۳ بهشت زهرا

مجتبی مینوی در روز چهارشنبه ۶ بهمن ۱۳۵۵ برابر با ۲۶ ژانویه ۱۹۷۷ در سن ۷۴ سالگی در تهران درگذشت و در بهشت زهرای تهران آرامگاه مشاهیر (شماره ۹۵۳) به خاک سپرده شد.
او نخستین کسی است که در این آرامگاه به خاک سپرده شده است.

## زندگی شخصی
از همسر اول خویش، الن بدهم (Ellen Badham) که اهل انگلستان بود، صاحب دو فرزند به نام‌های رامین و ماکان و از همسر دومش شهربانو پرتوی نیز صاحب یک دختر به نام نیلوفر شد.

## فهرست کتاب‌های منتشرشده
از مجتبی مینوی کتاب‌های متعددی منتشر شده است که مهم‌ترین آن‌ها عبارت‌اند از:

### تصحیح‌ها
- نامه تنسر (۱۳۱۱)
- نوروزنامه (۱۳۱۲)
- ویس و رامین، فخرالدین اسعد گرگانی (۱۳۱۴)
- مصنفات افضل‌الدین کاشانی (با همکاری یحیی مهدوی) (دو جلد ۱۳۳۰ و ۱۳۳۷)
- عیون‌الحکمه، ابن سینا (۱۳۳۳)
- کلیله و دمنه، انشای ابوالمعالی نصرالله منشی (۱۳۴۳)
- سیرت جلال الدین منکبرنی (۱۳۴۴)
- تنکسوق‌نامه یا طب اهل ختا، رشیدالدین فضل‌الله همدانی (۱۳۵۰)
- احوال و اقوال شیخ ابوالحسن خرقانی به‌ضمیمه منتخب نورالعلوم (۱۳۵۴)
- اخلاق ناصری، خواجه نصیرالدین طوسی (پس از مرگش) (با همکاری علیرضا حیدری)

### ترجمه‌ها
- کشف دو لوح تاریخی همدان، ارنست هرتسفلد (۱۳۰۵)
- معلومات تاریخی دربارهٔ آثار ملی اصفهان و فارس، ارنست هرتسفلد (۱۳۰۶)
- اطلال شهر پارسه، ارنست هرتسفلد (۱۳۰۸)
- کشف الواح تاریخی بنای تخت جمشید، ارنست هرتسفلد (۱۳۱۲)
- وضع ملت و دولت و دربار در دوره شاهنشاهی ساسانیان، آرتور کریستنسن (۱۳۱۴)

### تألیفات
- آزادی و آزادفکری (۱۳۳۸)
- فردوسی و شعر او (۱۳۴۶)

### سایر آثار
- مازیار (به انضمام نوشته صادق هدایت) ۱۳۱۲
- پانزده گفتار (دربارهٔ چند تن از رجال ادب اروپا) ۱۳۳۵
- داستان‌ها و قصه‌ها (مجموعه گفتارها و نوشته‌ها) ۱۳۴۹
- نقد حال (مجموعه گفتارها و نوشته‌ها) ۱۳۵۱
- تاریخ و فرهنگ (مجموعه گفتارها و نوشته‌ها) ۱۳۵۲

## کتابخانهٔ مینوی

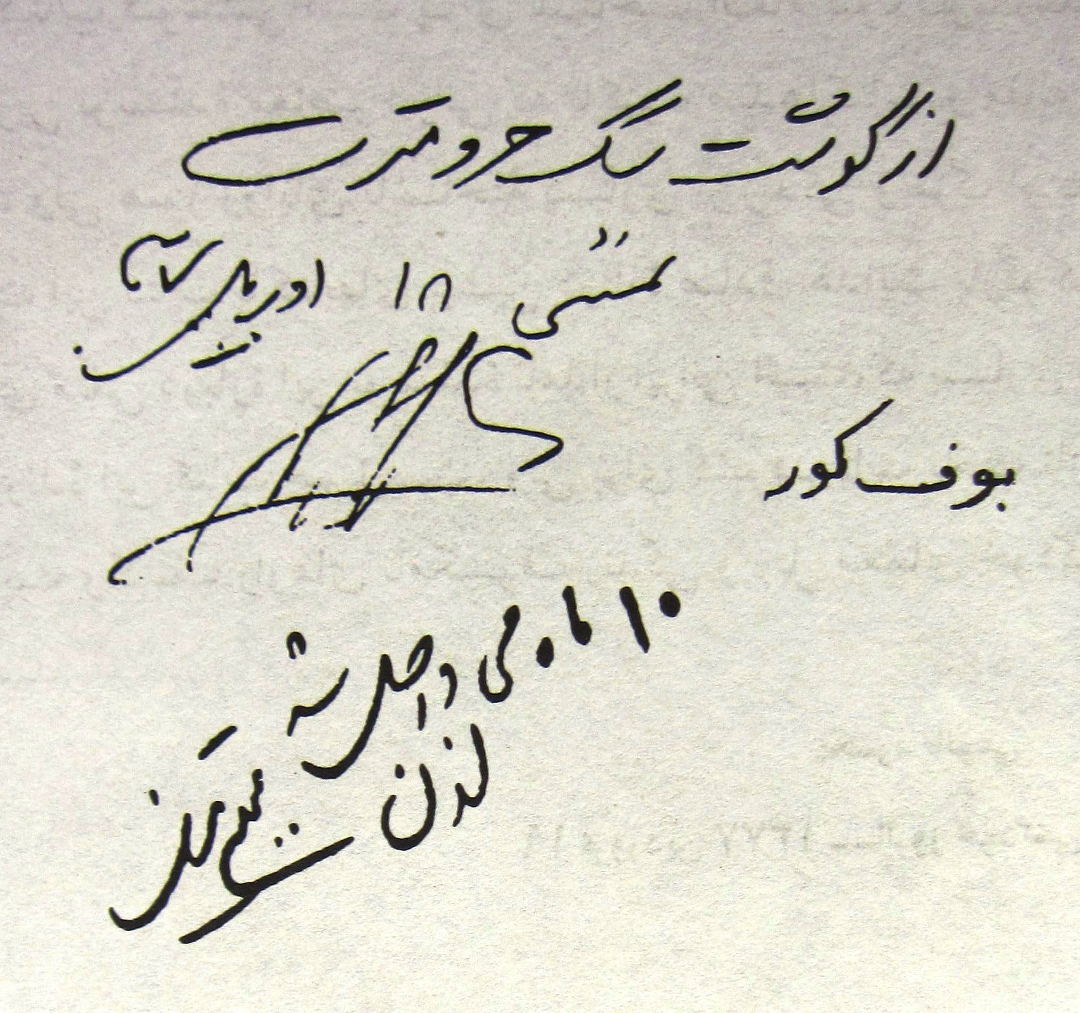
تقدیم‌نامهٔ بوف کور به مجتبیٰ مینوی با خطّ صادق هدایت که از بمبئی فرستاده شده است: «از گوشت سگ حرومترت، بمبئی، ۱۸ آوریل ۱۹۳۷»

کتابخانه مینوی از جمله بخش‌های وابسته به پژوهشگاه علوم انسانی و مطالعات فرهنگی است که وقف مجتبی مینوی است و در خیابان شریعتی قرار دارد. خانوادهٔ مینوی در سال ۱۳۵۶ این مجموعهٔ کم‌نظیر و بسیار غنی را به ملت ایران هدیه کرد. ابتدا، کتاب‌ها به مالکیت بنیاد شاهنامهٔ فردوسی درآمد و سپس با ادغام بنیاد مزبور در مؤسسه مطالعات و تحقیقات فرهنگی (پژوهشگاه علوم انسانی و مطالعات فرهنگی کنونی)، کتابخانه تابع مؤسسهٔ مزبور شد و در سال ۱۳۶۲ رسماً بازگشایی و پذیرای محققان و دانش پژوهان شد. این کتابخانه، در حال حاضر به صورت واحدی از مدیریت کتابخانه‌های پژوهشگاه علوم انسانی و مطالعات فرهنگی اداره می‌شود. مجموعهٔ کتابخانه شامل تقریباً ۲۰۰۰۰ جلد کتاب به زبان‌های فارسی، عربی، اردو، انگلیسی، فرانسه، ایتالیایی، روسی و . . است. این کتابخانه همچنین دارای نسخه‌های خطی و عکسی در زمینه‌های ایران‌شناسی، اسلام‌شناسی، تاریخ، ادبیات و جغرافیا است. در بسیاری موارد، یادداشت‌های خطی مینوی نیز در حاشیهٔ کتاب‌ها ثبت شده است که بر ارزش و اهمیت کتاب‌ها می‌افزاید.